# Condado de Bełchatów
Nota linguística: Não confundir hrabstwo (condado) com powiat (divisão administrativa)..
Bełchatów (polaco: powiat bełchatowski) é um powiat (condado) da Polónia, na voivodia de Lodz. A sede do condado é a cidade de Bełchatów. Estende-se por uma área de 969,21 km², com 112 309 habitantes, segundo os censos de 2005, com uma densidade 115,88 hab/km².

## Divisões admistrativas
O condado possui:
Comunas urbanas: Bełchatów
Comunas urbana-rurais: Zelów
Comunas rurais: Bełchatów, Drużbice, Kleszczów, Kluki, Rusiec, Szczerców
Cidades: Bełchatów, Zelów

## Demografia
População (dados de 30 de Junho de 2005):
|          | Total   | Total | Mulheres | Mulheres | Homens  | Homens |
| -------- | ------- | ----- | -------- | -------- | ------- | ------ |
|          | pessoas | %     | pessoas  | %        | pessoas | %      |
| Total    | 112 309 | 100   | 57 069   | 50,8     | 55 240  | 49,2   |
| Cidades  | 70 468  | 100   | 35 958   | 51       | 34 510  | 49     |
| Povoados | 41 841  | 100   | 21 111   | 50,5     | 20 730  | 49,5   |